# Mischa Zverev
Michael "Mischa" Zverev, född 22 augusti 1987 i Moskva, Ryssland, är en tysk tennisspelare. Han är bror till Alexander Zverev, även han tennisproffs. 
Michael Zverev är son till den före detta tennisspelaren Alexander Zverev Sr..